# Fer López
López  González est un nom espagnol. Le premier nom de famille, en général paternel, est López ; le second, en général maternel, souvent omis, est González.
Pour les articles homonymes, voir Lopez.
Fernando López González, plus connu sous le nom de Fer López, né le 24 mai 2004 à Madrid en Espagne, est un footballeur espagnol qui évolue au poste de milieu offensif aux Wolverhampton Wanderers.

## Biographie
Fer López intègre les catégories de jeunes du Celta de Vigo pour la première fois en 2013. Malgré un séjour de trois mois dans le Suffolk où il joue avec le Bacton United 89 FC, il retourne au Celta avec qui il termine sa formation. Le 25 septembre 2022, il fait ses débuts senior avec le Gran Peña FC, l'équipe C du Celta, lors d'un match contre l'UD Ourense. Le 5 novembre 2022, il est promu en direction du Celta Fortuna, l'équipe B du club, et joue son premier match contre le CD Badajoz en Primera Federación.
Le 27 juillet 2024, Fer López prolonge son contrat avec le Celta de Vigo jusqu'en 2028. Le 30 octobre suivant, il fait ses débuts en équipe première lors d'un match de Coupe du Roi contre l'UD San Pedro, contribuant à une victoire 5-1 de son équipe. Le 3 décembre, il se distingue en inscrivant un doublé lors d'une victoire 7-0 contre un nouvel adversaire en coupe, le Salamanca CF. Trois jours plus tard, le 6 décembre 2024, il fait sa première apparition en Primera División contre le RCD Mallorca.
Le 20 juin 2025, il rejoint Wolverhampton Wanderers, dans le championnat d'Angleterre.

## Style de jeu
López est un milieu de terrain offensif doté d'une excellente vision du jeu et d'une grande précision dans ses passes. Son pied gauche est particulièrement habile, lui permettant de délivrer des passes décisives et de tenter des frappes lointaines. Les observateurs notent des similitudes entre son style de jeu et celui d'Iago Aspas, légende du Celta Vigo, notamment dans sa capacité à créer des opportunités offensives et à se positionner efficacement sur le terrain,.